# Кубанка (Тоцький район)
Куба́нка (рос. Кубанка) — селище у складі Тоцького району Оренбурзької області, Росія.

## Населення
Населення — 10 осіб (2010; 90 у 2002).
Національний склад (станом на 2002 рік):
- росіяни — 55 %